# Војводство Холштајн
Војводство Холштајн (дан. Hertugdømmet Holsten) била је најсевернија држава Светог римског царства, смештена у садашњој немачкој држави Шлезвиг-Холштајн . Настало је када је грофовију данског краља Кристијана I Холштајн-Рендзбург цар Фредерик III подигао у војводство 1474. године. Чланови данске Куће Олденбург владали су Холштајном - заједно са војводством Шлезвиг - током читавог његовог постојања. 
Од 1490. до 1523. године и поново од 1544. до 1773. године, војводство је било подељено између различитих огранака Олденбурга, од којих су најпознатији војводе Холштајн-Гликштат (идентични са данским краљевима) и Холштајн-Готорп. Војводство је престало да постоји када га је Краљевина Пруска анектирала 1866. након Другог шлезвишког рата 1864. године. 

## Историја
Северна граница Холштајна дуж реке Ајдер већ је формирала северну границу Каролиншког царства, након што је цар Карло Велики након саксонских ратова 811. године постигао споразум са данским краљем Хемингом. Земље Шлезвига иза реке остале су посед данске круне, док је Холштајн постао саставни део Источне Франачке, Краљевине Немачке и Светог римског царства. 
Адолф VIII, последњи гроф Холштајн-Рендсбурга и војвода Шлезвига, умро је без наследника 1459. године. Како је Шлезвиг био дански посед, морао је припасти данском краљу Кристијану I, који је и Адолфов нећак, који је такође желео да уђе у посед Холштајна. Подржало га је локално племство, које је подржавало континуирану заједничку управу обе земље и Рибејским уговором 1460. прогласио га новим грофом Холштајна. 
Ипак, земља јужно од реке Ајдер званично су остала Медиате феудални посед који су држали Асканијанске војводе од Сакс-Лауенбурга. Цар Фредерик III 1474. користи Царску непосредност и проглашава Кристијана војводом од Холштајна. 

### Подела
1544. војводства Шлезвиг и Холштајн су подељена на три дела између Кристијановог унука Кристијана III од Данске и његова два млађа полубрата (која су се морала одрећи данског престола). 

### Поновно уједињење
Током Великог северног рата, 1713. поседе војвода Шлезвиг-Холштајн-Готорп у Шлезвигу, укључујући Шлуз-Готорф, освајају данске трупе. Споразумом из 1720. године из Фредериксборга, војвода Карл Фридрих од Шлезвиг-Холштајн-Готорпа их је уступио свом лорду, данској круни. 
Његове преостале територије формирале су војводство Холштајн-Готорп, којим се управља из Кила. Унук Карла Фредерика, Павле, руски цар 1773. коначно је дао своје поседе у Холштајну данском краљу, у функцији војводе од Холштајна, у замену за војводство Олденбург, а Холштајн је поновно уједињен као јединствена држава. 
Распадом Светог римског царства 1806. војводство Холштајн добило је суверенитет. 
Холштајн касније пада под аустријску, а затим и пруску власт. Након тога улази у састав Немачког царства. 
- 1523 / 45–1550: Јохан Рантзау
- 1550–1556: гроф Бертрам фон Ахлефелдт
- 1556–1598: Хајнрих Рантзау
- 1598–1600: слободно место?
- 1600–1627: Геерд Рантзау (1558–1627) [1]
- 1627–1647: слободно место
- 1647–1648: Дански принц Фредерицк
- 1648–1663: Цхристиан зу Рантзау
- 1663–1685: Фридрицх фон Ахлефелдт, гроф од Лангеланда (1623–1686), вице-државац од 1660
- 1685–1697: Детлев зу Рантзау (1644—1697)
- 1697–1708: Фридрицх фон Ахлефелдт, гроф од Лангеланда (1662–1708), вице-државац од 1686
- 1708–1722: Царл фон Ахлефелдт, гроф Лангеланд (1708–1722)
- 1722–1730:?
- 1730–1731: Марграве Цхарлес Аугустус из Бранденбург-Кулмбацха (1663–1731), стриц следећег
- 1731–1762: Марграве Фредерицк Ернест из Бранденбург-Кулмбацха (1703–1762), зет краља Кристијана ВИ.
- 1762–1768: гроф Фридрицх Лудвиг фон Ахлефелдт-Дехн (1697–1771)
- 1768–1836: Принц Карлс од Хессе- Кассела
- 1836–1842: принц Фредерик Хессен-Кассел
- 1842–1851: Принц Фредерик Шлезвиг-Холштајн-Сондербург-Аугустенбург
- 1851–1864: Цхристиан зу Рантзау?